# Non-camera

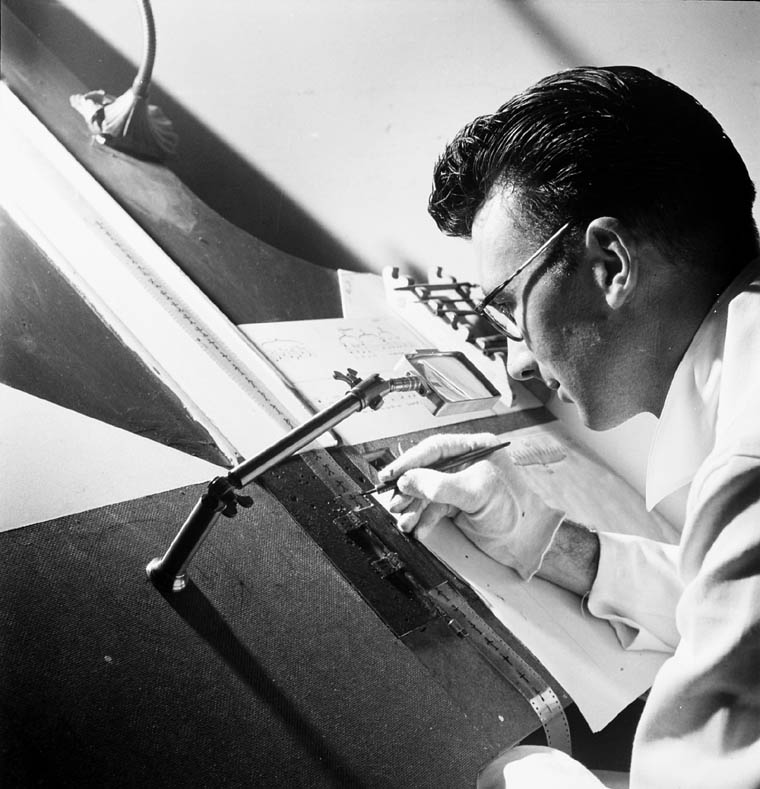
Norman McLaren podczas pracy nad filmem non camera

Non-camera – technika realizacji filmu bez użycia kamery. Polega ona na wykonywaniu bezpośrednich operacji na taśmie filmowej, m.in. malowania, wydrapywania emulsji, przekłuwania, przyklejania dodatkowych elementów. W analizie filmoznawczej uchodzi za technikę uwypuklającą materialność tworzywa, zbliżającą artystę do swojego dzieła, które powstaje wprost na błonie filmowej bez pośrednictwa urządzeń optycznych, ingerujących w proces animacji (nie występuje tu różnica między tym, co animowane, a tym, co utrwalone).

## Twórcy
Pierwszym twórcą realizującym filmy non camerowe był w latach 20. XX wieku Hans Richter, w latach 30. w jego ślady poszedł Norman McLaren. Filmy tą metodą tworzyli też Len Lye i Stan Brakhage, a w Polsce Julian Antonisz.